# Saint-Barthélemy-Lestra
Saint-Barthélemy-Lestra là một xã trong tỉnh Loire miền trung nước Pháp.